# شاردونی

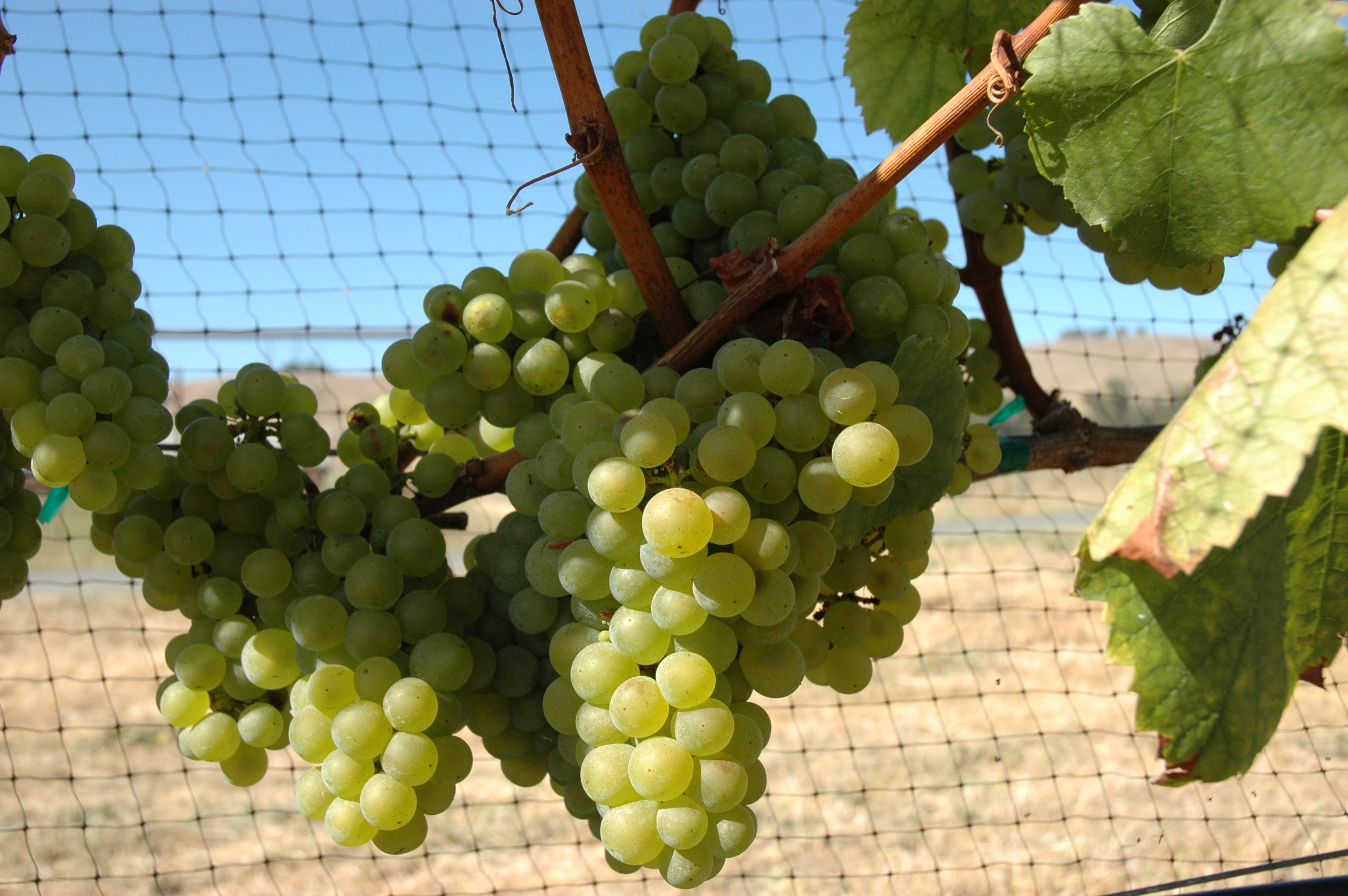
انگور شاردونی

شاردونی (تلفظ می‌شود [ʃaʁ.dɔ.nɛ]) نوعی انگور با پوست سبز رنگ است که در تولید شراب سفید رنگ استفاده می‌شود. منشأ اصلی این نوع انگور در بورگونی در شرق فرانسه می‌باشد با این حال امروزه تقریباً در هر جایی که شراب تولید می‌شود این نوع انگور نیز پرورش می‌یابد از انگلستان تا نیوزلند. از این نوع انگور برای تولید انواع شراب گازدار از جمله فرانچیاکوترا استفاده می‌شود. در مناطقی که تازه شروع به تولید شراب می‌کنند پرورش شاردونی به عنوان «مناسک گذر» و شرط آسان ورود به بازار شراب بین‌المللی به حساب می‌آید.
انگور شاردونی به خودی خود بسیار خنثی است بسیاری از طعم‌ها معمولاً همراه شاردونی از ترویر و بلوط مشتق شدهاست. سبک‌های شراب گیری آن شامل تعدد بسیار است از جمله ناب، ترد معدنی شراب چابلیز، فرانسه، شراب‌های نیوزلند با طعم بلوط و طعم میوه‌های گرمسیری. در آب و هوای سرد شاردنی گرایش به طعمی متوسط تا سبک با اسیدیته ملموس و طعم آلو سبز، سیب و گلابی دارد. در مکان‌های گرمتر (مانند آدلاید هیلز و شبه جزیره مورنینگتون در استرالیا و گیسبورن و مالبرو در نیوزیلند) طعم شاردنی بیشتر به مرکبات و هلو و خربزه نزدیک است در حالی که در مکان‌های بسیار گرم (مانند ساحل مرکزی آوا کالیفرنیا) بیشتر انجیر و میوه‌های گرمسیری مانند موز و انبه همراه می‌شود. شرابی که از طریق تخمیر مالتی بدست آمده بیشتر تمایل به اسیدیته نرمتر و طعم میوه‌جات با طعم کره‌ای ماوسفیل و فندق می‌باشد.
شاردنی جزء مهمی از بسیاری از شراب‌های گازدار در سراسر جهان به حساب می‌آید که از جمله آنها شامپاین می‌باشد. اوج محبوبیت در اواخر دهه ۱۹۸۰ میلادی رخ داد که طرفداران آن را راهی برای واکنش به کسانی که خبره شراب را دیدم که انگور به عنوان یک پیشرو منفی مؤلفه‌های جهانی شدن شراب می‌دانستند. با اینحال، شاردنی یکی از مهمترین و گستردهترین کشتها از ارقام انگور را با بیش از ۱۶۰٬۰۰۰ هکتار (۴۰۰٬۰۰۰ جریب فرنگی) در سراسر جهان دوم تنها بهو تنها پس از آیرن در میان شراب‌های سفید انگور را دارد و زمین‌های کشت بیشتری نسبت به هر انگور سفید دیگری از جمله کابرنت ساوگنون دارد.